# Zunanja politika Slovenije
Zunanjo politiko Slovenije na predlog Vlade Republike Slovenije in ministrstva za zunanje zadeve oblikuje Državni zbor Republike Slovenije. Izvajajo jo prvenstveno predsednik republike, predsednik vlade in minister za zunanje zadeve, poleg njih pa še ostali predstavniki države (npr. predsednik Državnega zbora, ministri vlade, poslanci itn.).
Zunanja politika je skupek ciljev in interesov države, ki jih ta poskuša uresničiti v mednarodni skupnosti z uporabo sredstev zunanje politike (diplomacije, mednarodnega prava, sankcijami...). Zunanja politika je samo dejavnost države, mednarodna dejavnost drugih subjektov mednarodne skupnosti, ni zunanja politika.

## Članstvo Slovenije v mednarodnih organizacijah
Slovenija je članica naslednjih mednarodnih organizacij:
- Evropska unija (EU)
- NATO (Severnoatlantska pogodbena organizacija)
- OECD (Organizacija za ekonomsko sodelovanje in razvoj)
- Svet Evrope
- Organizacija za varnost in sodelovanje v Evropi
- Organizacija Združenih narodov (OZN)
  - Konferenca Združenih narodov za trgovino in razvoj
  - Mednarodna agencija za jedrsko energijo
  - Mednarodna organizacija civilnega letalstva
  - Mednarodna organizacija dela
  - Mednarodna organizacija za migracije
  - Mednarodna poštna zveza
  - Mednarodna pomorska organizacija
  - Mednarodna telekomunikacijska zveza
  - Mirovna misija Združenih narodov na Cipru
  - Mirovna misija Združenih narodov na Kosovu
  - Organizacija Združenih narodov za industrijski razvoj
  - Organizacija Združenih narodov za izobraževanje, znanost in kulturo
  - Organizacija Združenih narodov za prehrano in kmetijstvo
  - Svetovna meteorološka organizacija
  - Svetovna organizacija za intelektualno lastnino
  - Svetovna trgovinska organizacija
  - Svetovna turistična organizacija
  - Svetovna zdravstvena organizacija
  - UNTSO (United Nations Truce Supervision Organization)
- Svetovna banka
- Mednarodni denarni sklad
- Interpol
- Mednarodno kazensko sodišče
- Evropska banka za obnovo in razvoj (EBRD)
- Agence de coopération culturelle et technique (opazovalka)
- Banka za mednarodne poravnave
- Evroatlantski partnerski svet
- Medameriška razvojna banka
- Mednarodna finančna korporacija
- Mednarodna hidrografska organizacija
- Mednarodna trgovinska zbornica
- Mednarodno združenje za razvoj
- NSG (Nuclear Suppliers Group)
- Organizacija za prepoved kemijskega orožja
- Partnerstvo za mir
- Srednjeevropska pobuda
- Stalno arbitražno sodišče
- Svetovna carinska organizacija
- Zanggerjev komite